# Superpohár UEFA 1992
Sedmnáctý ročník Superpoháru UEFA se odehrával na dva zápasy mezi vítězem Poháru vítězů pohárů v ročníku 1991/92 – Werder Brémy a vítězem nultého ročníku Ligy mistrů – FC Barcelona.

## Zápas

### 1. zápas
| 10. února 1993 |        |              |                                                                 |
| Werder Brémy   | 1 : 1  | FC Barcelona | Weserstadion, Brémy diváci: 22.098 rozhodčí: Kim Milton Nielsen |
| Allofs 88'     | report | 38' Salinas  | Weserstadion, Brémy diváci: 22.098 rozhodčí: Kim Milton Nielsen |

### 2. zápas
| 10. března 1993             |        |                  |                                                          |
| FC Barcelona                | 2 : 1  | Werder Brémy     | Camp Nou, Barcelona diváci: 75.000 rozhodčí: Bo Karlsson |
| Stoičkov 32' Goikoetxea 48' | report | 41' (pen.) Rufer | Camp Nou, Barcelona diváci: 75.000 rozhodčí: Bo Karlsson |

## Vítěz
| Superpohár UEFA 1992 FC Barcelona (1. vítězství) |